# 福島第一原子力発電所5号機の建設
福島第一原子力発電所5号機の建設（ふくしまだいいちげんしりょくはつでんしょごごうきのけんせつ）では、福島第一原子力発電所で建設された原子力発電プラントの内、5号機の建設史について述べる。2号機の形式はゼネラル・エレクトリック（GE）社の開発した沸騰水型原子炉に分類されるBWR-4、原子炉格納容器はMarkIである。

## 先行着工
双葉町に配慮し、4号機より先に5号機の方が着工することで進められ、1971年12月に着工された。1974年12月末には官庁検査の一つである第一次原子炉圧力容器水圧試験をパスした。

## 敷地造成・専用港湾の拡張
5、6号機は発電所敷地の北側、双葉町内に並んで建設された。この敷地は第三紀層の岩盤に建屋を直接設置する地震対策のため、いずれも標高30m以上の高台を削って造成したものだが、1～4号機が標高10mまで掘削したのに対して5、6号機では13mとされた。敷地面積は5、6号機を合わせて約55,000m2である。1～4号機と5、6号機の整地面レベルにこのような標高差が生じた理由は明示されていない。
また、1号機の建設と並行して専用港湾の築造が実施されたが、5、6号機は離れた場所の建設となるため、取水路開渠築造のため、北側の防波堤を着岸部から約100m分撤去、残存北側防波堤尾部から460m北側に海岸線と並行した防波堤を築造し、その北側の先端から直角に着岸部まで新たな北側防波堤着岸部を建設した。5、6号機防波堤工事は1971年12月に着工、1975年3月に竣工した。増設防波堤の建設に伴い追加の原石が必要となったため、福島第二原子力発電所の分を合わせて1～4号機建設の際に切り開いた原石山の対岸の山から原石を採取することになり、5、6号機用防波堤分は約50万トンであった。

## 長期保管
5号機の設計は基本的には同所で東芝が下請を行った2号機や、主契約者として受注した3号機を踏襲したものだが、藤田京らによれば元々国内外に先行機が存在していたため、設計・工程上取り入れ可能な改良案は出来るだけ採用する方針であった。更に着工後、電力需要状況悪化により1975～1976年の約2年間、長期保管期間を挟んだため、この期間を最大限利用して国内外の先行BWR機の貴重な経験を及ぶ限り盛り込むことができた」と述べている。結果、建設には76ヶ月の期間を費やしている。
商業運転開始運転前に実施される試運転は「運転前系統試験」と燃料装荷後営業運転開始に至る「起動試験」に大別されていた。この内、運転前系統試験については、BWR-4の800MWクラスの場合、一時水圧試験以降6か月を標準としている。試験内容は実運転に近い状態で系統ごとに運転し、設計仕様を満足することを確認することが目的である。5号機の場合、水圧試験と系統試験開始は予定工程通りだったが、その後試験を中断し、約2年間の保管を経ることとなり、試験を再開し、燃料装荷するまで2年半となる変則工程であった。
この結果、5号機で新設された下記の系統については、工場でモックアップテストを実施し、現地での新設計によるトラブルを防止した。
1. 燃料自動交換機
2. 可燃性ガス濃度制御系
3. CRD[注 1]（制御棒駆動装置）自動交換機

保管を実施する際には下記を基本方針とした。
1. 各機器の機能を損なわず維持し起動に繋げる。このため、機器を定期的に運転に入れて回転機の劣化防止、機器、計装品、電気品の初期トラブルの早期発見に努めて機器信頼度の向上を意図した。
2. 配管機器の防錆を徹底し、起動時の炉心へのクラッド持ち込みを最小限に抑制する。このため、特に主蒸気系、給水復水系の防錆に注力し、防錆方法としては温風乾燥保管を採用した。また、プラント起動前には一次系配管機器の計画的な浄化を実施した。中村良市によると、清掃は5号機建屋全般にも及んだが、これは運転開始後の汚染度を低減する目的があった[7]。
3. その他、必要性を認めた機器については定期的に分解点検を実施し、保管方法の妥当性を確認した。

その後、応力腐食割れ対策等で先行機に実施された改造を本機も建設中に取り入れるため、改造を実施した。結果、保管後の1976年12月に再度第一次原子炉圧力容器水圧試験を受検した。

## 起動試験工程

### 燃料およびCRDの自動交換機を初採用
燃料装荷と並行して運転員を要請するため、5号機中央操作室では試験直を5直3交替制で1977年6月18日より実施した。この際は東芝も直体制を敷き、常時3名が詰めていたという。
起動試験時の最初の工程が核燃料の装荷であり、1977年7月2日より開始された。本機は燃料棒自動交換装置を使用して燃料を装荷したため、運転員の肉体的、精神的負荷を大幅に軽減することが出来、定期検査時の被曝量低減にも大きな効果があることが確認された。そもそも、各燃料集合体は一律に均一のタイプを数百本装荷している訳ではなく、当時は濃縮度、ガドリニウムの有無による3種類のタイプを混用して配置することで運転中の出力分布の管理に役立てていた。その各燃料集合体を使用済み燃料プールから取り出し、クレーンにより運搬する燃料の位置決め、速度制御等をコンピュータで予めプログラムした通りに動かすのが自動交換機の役割である。従来の燃料交換機は手動式で、熟練した運転員が1～2名の補助員と組んで、目視によって計画的な燃料の挿入、交換、配置換えを実施していた。使用済みの燃料集合体は放射化されているので、これを自動化することによって、交換作業を迅速化して被曝量を低減することに資する目的がある。また、作業員が燃料の入った原子炉ウェルから離れて作業出来るため、離隔距離にも余裕を取ることが出来る。また、定期検査時間の短縮という設備利用率向上の目的もある。
自動交換機を導入したと言っても、燃料装荷の操作は中央操作室では実施するようには造られていない。原子炉建屋5階に設けられた運転台から燃料棒を目視しながら、遠隔操作される。初装荷燃料しか圧力容器中に挿入されていない起動試験工程初期には実質的には汚染は無い状況だが、「出入りする人は必要最小限の物しか持ち込まない」という放射線管理区域としての原則を順守する形で運用されていた。自動交換機の底には水銀灯が設置されているため、炉内は燃料を殆ど装荷していなくても青く光って見えたという。なお、自動交換機の外見自体は1-3号機の5階に据えられた燃料交換用のクレーンと大差はない。
作業工程としては前半は一日24～25本のペースで装荷し、後半は装荷中の試験が減少するため一日45～50本程度のペースでの装荷となった。
CRD自動交換機の設置も本機では建設時から実施された。据付工事は起動試験期間中に行われ、再循環系のライザ管への高周波加熱による応力腐食割れ対策工事と合せ、1.5ヶ月の工期を要した。これに対して元の起動試験工程は9ヶ月であったが、下記のように試験工程を予定以上に順調に消化したため、実際には9ヶ月の予定は約1ヶ月短縮できたという。

### 併入後
1977年8月26日には核加熱試験を開始、翌9月22日には系統への初併入を行った。併入は正午に所長以下関係者立会いの元試運転当直長がスイッチを入れ、周囲の観衆から一斉に拍手が沸いたが、直後にANNと呼ばれる警報ランプが点灯し、初併入は失敗した。5号機は発電機は東芝製で、発電機からの発生電力を変換する主変圧器は三菱製であり、両社の貼付した記号が違っているなど、チェック不足によるものであった。幸い電気機器の破壊には至らなかったため点検後深夜に再併入を実施し、今度は成功した。
その後は、先行機の運転経験蓄積もあって、25%、50%、75%、100%出力試験（全て官庁検査）をクリアし、起動試験期間中スクラム無しという世界初の記録を樹立したという。
こうして、5号機は1978年4月に商業運転を開始した。

## 備考
5号機が運転開始した1978年は日本原子力発電東海2号機、中部電力浜岡原子力発電所2号機と日本国内でBWRが相次いで運転開始した年でもあった。更にスケジュールの関係で本機がその年の最初に運開となっていた。福島原子力建設所発電準備業務に就いていた金城邦和によれば、他機の模範にならなければならないという意気込みが東京電力、通産省の双方にあり、官庁検査に当たって、判定基準の明瞭化などを目的に検定要領書の検討が続けられ、深夜1時～2時に及ぶ場合も少なくなかったという。
なお第一次オイルショックの際に2号機を早期投入を企図したのとは反対に、本機は上述の事情から運転開始延期していたため、1977年の夏は供給力不足が懸念された。結局、1977年の定期検査では原子炉給水ノズルに熱疲労割れも発見され、1～3号機が停止し、発電所全体の稼働率は19％まで落ち込んだ。
なお当時、従来の建屋は打ちっぱなしのコンクリート外壁が剥き出しで塗装されていなかったが、本機は建設時から意匠にも注意が払われ、外壁も縦縞の凹凸がつけられ縞模様に塗装された。
上記以外の本機仕様については福島第一原子力発電所設備の仕様を参照のこと。
なお、本機は2011年3月の福島第一原子力発電所事故において冷温停止に成功した。